# Synode van Clermont

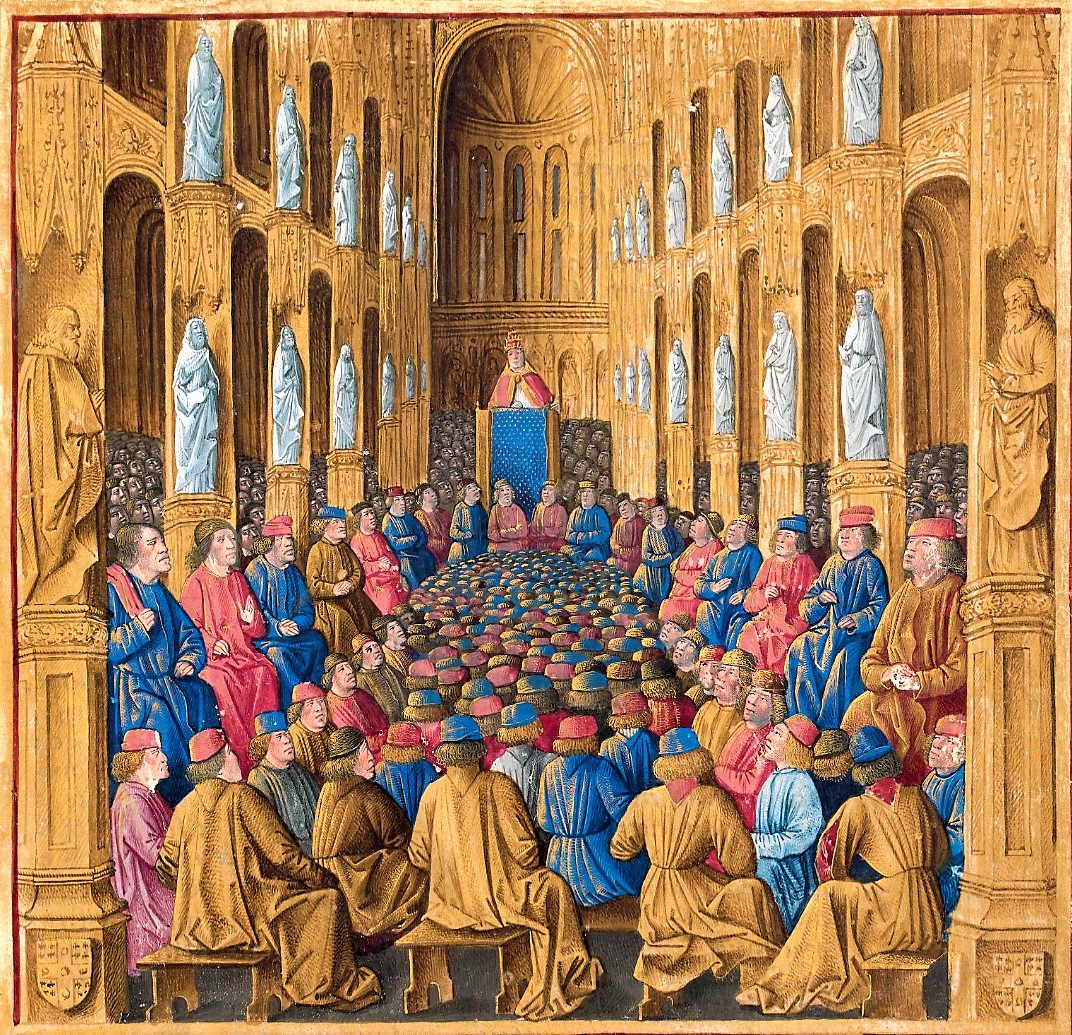
Paus Urbanus II bij de Synode van Clermont.

De Synode van Clermont was een kerkelijke vergadering in november 1095 die plaatsvond in een vroegere priorij van Cluny nabij Clermont-Ferrand.
In de geschiedenisboeken spreekt men zowel over het Concilie van Clermont als over de Synode van Clermont.

## Voorafgaand aan het concilie
In februari 1095 ontmoette paus Urbanus II op weg naar Frankrijk een gezant van de Byzantijnse keizer Alexius I, die probeerde de banden met het Westen aan te halen omdat hij hulp zocht om de aanvallen van de Turkse Seltsjoeken te stuiten. De vorsten van de Seltsjoeken hadden immers sinds 1050 Klein-Azië op Byzantium veroverd en Jeruzalem op de Egyptische Fatimiden (1076).
Paus Urbanus reageerde hier positief op, onder andere omdat hij hoopte hiermee ook de eenheid in de Kerk te kunnen herstellen na het Schisma van 1054. Hij werkte toen waarschijnlijk het plan uit dat hij en ook zijn voorgangers al veel eerder hadden opgevat: de herovering van de heilige plaatsen in Palestina door christelijke legers.
Vlak voor het concilie had Urbanus volgens sommige bronnen nog een onderhoud met graaf Raymond van Toulouse, waarschijnlijk al om steun te werven voor zijn idee.

## Het concilie zelf
Het concilie waarop Urbanus zijn ideeën voorlegde aan andere kerkelijke leiders vond plaats in november 1095. Op het einde van het concilie hield Urbanus een vurige preek waarin hij pleitte voor een tocht naar het Heilig Land, met een verenigd leger van alle christenen om het Heilig Graf te bevrijden en de christenen van het Oosten die door de islam werden verdrukt, te bevrijden. Zijn oproep werd enthousiast ontvangen.
Wie naar het Oosten wilde vertrekken moest de pelgrimsgelofte afleggen en er werd een algehele aflaat verleend. Volgens de legende werden op dit moment al de eerste kruisvaarderskruisen opgenaaid, maar dat is hoogstwaarschijnlijk verzonnen.
Er werd meteen een pauselijke gezant aangesteld: bisschop Adhemar van Monteil, bisschop van Le Puy, die tevens de eerste was die de belofte aflegde. Hij zou met de kruistocht meegaan als vertegenwoordiger van de paus.
Ook werd meteen 15 augustus 1096 als officiële vertrekdatum van de kruistocht vastgelegd en de kruisvaarders werd verzocht om op dit moment in Constantinopel aanwezig te zijn, de plaats vanwaar de kruistocht zou vertrekken.

## Na het concilie
Na het concilie reisden de aanwezige bisschoppen terug naar huis om daar de kruisvaart te gaan prediken. Urbanus zelf reisde rond in Frankrijk, gaf zijn preek nog verschillende keren opnieuw en schreef brieven naar edelen in andere landen.

## Verwante onderwerpen
- Eerste Kruistocht (1096-1099)